# Zolling
Zolling er en kommune i Landkreis Freising Regierungsbezirk Oberbayern i den tyske delstat Bayern. Den er administrationsby for Verwaltungsgemeinschaft Zolling.

## Geografi
Kommunen ligger seks km nord for Freising i Amperdalen ved begyndelsen til bakkelandet Hallertau.
Den omfatter ud over Zolling følgende landsbyer og bebyggelser: Abersberg, Anglberg, Flitzing, Eichenhof, Gerlhausen, Haarland, Hacklschwaig, Hartshausen, Haun, Holzen, Kratzerimbach, Moos, Moosmühle, Oberappersdorf, Oberzolling, Ölpersberg, Osterimbach, Palzing, Siechendorf, Thann, Unterappersdorf, Willertshausen og Walkertshausen.